# Marco Di Lauro
Marco Di Lauro (* 16. Juni 1980 in Neapel) ist ein hochrangiger italienischer Mafioso, der der Camorra angehört.

## Familie
Di Lauro ist der vierte Sohn von Paolo Di Lauro und Luisa D’Avanzo. Er hat neun Brüder und eine Adoptivschwester. Sein Vater war bis zu dessen Verhaftung 2005 Boss des mächtigen Di Lauro-Clans, der den Drogenhandel in und um Neapel kontrolliert. Der Clan operiert von Scampia und Secondigliano aus. Die meisten Brüder Di Lauros sind wegen ihrer Verbindungen zur Camorra im Gefängnis und verbüßen lange Haftstrafen.

## Leben
Marco Di Lauro war bereits früh in die Mafia-Aktivitäten der Familie involviert. So half er seinem Vater und seinem ältesten Bruder, Cosimo Di Lauro, beim Ausspähen verschiedener Treffpunkte, um potenziellen Mordkomplotten zu entgehen.
Nachdem sich 2004 der Amato-Pagano-Clan vom Di Lauro-Clan losgesagt hatte, brach ein Bandenkrieg aus, der über 130 Menschenleben forderte und als Fehde von Scampia bekannt wurde. Während dieser Zeit war der Clan für zahlreiche Morde an Mitgliedern verfeindeter Banden und deren Angehörigen verantwortlich. Viele der Morde wurden von Cosimo und Marco Di Lauro persönlich in Auftrag gegeben.

### Flucht
Seit dem 7. Dezember 2004 war Marco Di Lauro, nach der sogenannten „Nacht der Handschellen“, einer großangelegten Razzia der Polizei gegen die Mafia, derer er sich entziehen konnte, untergetaucht. Di Lauro war während seiner 14 Jahre andauernden Flucht einer der am meist gesuchtesten Straftäter Italiens. Seit Dezember 2006 wurde auch international nach ihm gefahndet. 2010 beschuldigte ein Justizkollaborateur Di Lauro Auftraggeber von mindestens vier Morden zu sein.
Seit dem Beginn der Fahndung nach ihm wurde immer wieder über Sichtungen Di Lauros an verschiedenen Aufenthaltsorten berichtet. Auch kam es zu Verhaftungen von Personen, die aufgrund ihres Aussehens fälschlicherweise für Di Lauro gehalten wurden.

### Verhaftung
Am 2. März 2019 wurde er bei einer Razzia der italienischen Polizei und der Carabinieri in einem Versteck in Marianella im Norden Neapels verhaftet. Er war bei seiner Festnahme unbewaffnet. Die Behörden waren durch einen Mord, der von einer Di Lauro nahestehenden Person begangen wurde, auf ungewöhnliche Aktivitäten in der Wohnung aufmerksam geworden.